# Cape Elizabeth
Cape Elizabeth és una població dels Estats Units a l'estat de Maine (EUA). Segons el cens del 2000 tenia 9.068 habitants.

## Demografia
Segons el cens del 2000, Cape Elizabeth tenia 9.068 habitants, 3.488 habitatges, i 2.605 famílies. La densitat de població era de 237,7 habitants per km².
Dels 3.488 habitatges en un 36% hi vivien nens de menys de 18 anys, en un 65,7% hi vivien parelles casades, en un 6,5% dones solteres, i en un 25,3% no eren unitats familiars. En el 21,1% dels habitatges hi vivien persones soles el 9,9% de les quals corresponia a persones de 65 anys o més que vivien soles. El nombre mitjà de persones vivint en cada habitatge era de 2,57 i el nombre mitjà de persones que vivien en cada família era de 3,01.
Per edats la població es repartia de la següent manera: un 26,5% tenia menys de 18 anys, un 3,7% entre 18 i 24, un 23,5% entre 25 i 44, un 30,3% de 45 a 60 i un 16% 65 anys o més.
L'edat mediana era de 43 anys. Per cada 100 dones de 18 o més anys hi havia 85,4 homes.
La renda mediana per habitatge era de 72.359 $ i la renda mediana per família de 86.126 $. Els homes tenien una renda mediana de 61.128 $ mentre que les dones 32.500 $. La renda per capita de la població era de 37.983 $. Entorn de l'1,3% de les famílies i el 3,1% de la població estaven per davall del llindar de pobresa.